# Natação nos Jogos Pan-Americanos de 1987
A natação nos Jogos Pan-Americanos de 1987 foi realizada nos dias 9 de agosto a 15 de agosto. Foram disputadas 32 provas, 16 masculinas e 16 femininas. As provas ocorreram no Indiana University Natatorium em Indianapolis, Indiana.

## Medalhistas
Masculino
| Evento                        | Ouro                                                                   | Ouro     | Prata                                                                | Prata    | Bronze                                                                  | Bronze   |
| ----------------------------- | ---------------------------------------------------------------------- | -------- | -------------------------------------------------------------------- | -------- | ----------------------------------------------------------------------- | -------- |
| 50 metros livre detalhes      | Tom Williams USA Estados Unidos                                        | 22.55    | Michael Neuhofel USA Estados Unidos                                  | 22.84    | Claude Lamy CAN Canadá Hilton Woods AHO Antilhas Neerlandesas           | 23.39    |
| 100 metros livre detalhes     | Todd Dudley USA Estados Unidos                                         | 50.24    | Scott McCadam USA Estados Unidos                                     | 50.81    | Mark Andrews TRI Trinidad e Tobago                                      | 51.24    |
| 200 metros livre detalhes     | John Witchel USA Estados Unidos                                        | 1:50.90  | Carlos Scanavino URU Uruguai                                         | 1:51.21  | Brian Jones USA Estados Unidos                                          | 1:52.11  |
| 400 metros livre detalhes     | Paul Robinson USA Estados Unidos                                       | 3:54.44  | Cristiano Michelena BRA Brasil                                       | 3:55.37  | Scott Brackett USA Estados Unidos                                       | 3:55.64  |
| 1500 metros livre detalhes    | Alex Kostich USA Estados Unidos                                        | 15:20.90 | Lars Jorgensen USA Estados Unidos                                    | 15:24.09 | Chris Chalmers CAN Canadá                                               | 15:30.51 |
| 100 metros costas detalhes    | Andrew Gill USA Estados Unidos                                         | 56.56    | David Berkoff USA Estados Unidos                                     | 57.35    | Alejandro Alvizuri PER Peru                                             | 58.65    |
| 200 metros costas detalhes    | Michael O'Brien USA Estados Unidos                                     | 2:02.29  | Ricardo Prado BRA Brasil                                             | 2:03.75  | Ray Brown CAN Canadá                                                    | 2:04.28  |
| 100 metros peito detalhes     | Richard Korhammer USA Estados Unidos                                   | 1:03.85  | Dave Lundberg USA Estados Unidos                                     | 1:04.11  | Darcy Wallingford CAN Canadá                                            | 1:04.55  |
| 200 metros peito detalhes     | Jeff Kubiak USA Estados Unidos                                         | 2:17.62  | Mike Barrowman USA Estados Unidos                                    | 2:19.29  | Darcy Wallingford CAN Canadá                                            | 2:22.01  |
| 100 metros borboleta detalhes | Anthony Nesty SUR Suriname                                             | 53.89    | Wade King USA Estados Unidos                                         | 54.33    | Michael Dillon USA Estados Unidos                                       | 54.45    |
| 200 metros borboleta detalhes | Bill Stapleton USA Estados Unidos                                      | 2:00.70  | Jayme Taylor USA Estados Unidos                                      | 2:00.73  | Anthony Nesty SUR Suriname                                              | 2:01.09  |
| 200 metros medley detalhes    | Bill Stapleton USA Estados Unidos                                      | 2:03.58  | Paul Wallace USA Estados Unidos                                      | 2:04.92  | Ricardo Prado BRA Brasil                                                | 2:04.94  |
| 400 metros medley detalhes    | Jerry Frentsos USA Estados Unidos                                      | 4:23.92  | Jeff Prior USA Estados Unidos                                        | 4:26.31  | Mike Meldrum CAN Canadá                                                 | 4:29.63  |
| 4x100 metros detalhes         | Jim Born Scott McCadam Paul Robinson Todd Dudley USA Estados Unidos    | 3:19.97  | Darren Ward Claude Lamy Brad Creelman Gary Vandermeulen CAN Canadá   | 3:26.09  | Jorge Fernandes Cristiano Michelena Cyro Delgado Júlio Lópes BRA Brasil | 3:27.11  |
| 4x200 metros detalhes         | Paul Robinson Brian Jones Mike O'Brien John Witchel USA Estados Unidos | 7:23.29  | Darren Ward Chris Chalmers Gary Vandermeulen Mike Meldrum CAN Canadá | 7:29.84  | Jorge Fernandes Cristiano Michelena Cyro Delgado Júlio Lópes BRA Brasil | 7:29.92  |
| 4x100 metros medley detalhes  | Andrew Gill Richard Korhammer Wade King Todd Dudley USA Estados Unidos | 3:43.65  | Darren Ward Claude Lamy Brad Creelman Gary Vandermeulen CAN Canadá   | 3:49.77  | Jorge Fernandes Otávio Silva Cícero Tortelli Ricardo Prado BRA Brasil   | 3:50.29  |

Feminino
| Evento                        | Ouro                                                                         | Ouro    | Prata                                                                    | Prata   | Bronze                                                                      | Bronze  |
| ----------------------------- | ---------------------------------------------------------------------------- | ------- | ------------------------------------------------------------------------ | ------- | --------------------------------------------------------------------------- | ------- |
| 50 metros livre detalhes      | Jenny Thompson USA Estados Unidos                                            | 26.09   | Silvia Poll CRC Costa Rica                                               | 26.32   | Jeanne Doolan USA Estados Unidos                                            | 26.34   |
| 100 metros livre detalhes     | Silvia Poll CRC Costa Rica                                                   | 56.39   | Sara Linke USA Estados Unidos                                            | 57.30   | Jenny Thompson USA Estados Unidos                                           | 57.46   |
| 200 metros livre detalhes     | Silvia Poll CRC Costa Rica                                                   | 2:00.02 | Whitney Hedgepeth USA Estados Unidos                                     | 2:02.06 | Sara Linke USA Estados Unidos                                               | 2:04.00 |
| 400 metros livre detalhes     | Julie Martin USA Estados Unidos                                              | 4:11.87 | Barbara Metz USA Estados Unidos                                          | 4:13.25 | Megan Holliday CAN Canadá                                                   | 4:20.78 |
| 800 metros livre detalhes     | Tami Bruce USA Estados Unidos                                                | 8:34.72 | Debbi Babashoff USA Estados Unidos                                       | 8:42.77 | Megan Holliday CAN Canadá                                                   | 8:52.60 |
| 100 metros costas detalhes    | Silvia Poll CRC Costa Rica                                                   | 1:02.18 | Holly Green USA Estados Unidos                                           | 1:03.15 | Michelle Donahue USA Estados Unidos                                         | 1:03.30 |
| 200 metros costas detalhes    | Katie Welch USA Estados Unidos                                               | 2:13.65 | Silvia Poll CRC Costa Rica                                               | 2:14.18 | Holly Green USA Estados Unidos                                              | 2:14.75 |
| 100 metros peito detalhes     | Keltie Duggan CAN Canadá                                                     | 1:12.46 | Lori Heisick USA Estados Unidos                                          | 1:12.52 | Terri Baxter USA Estados Unidos                                             | 1:12.99 |
| 200 metros peito detalhes     | Dorsey Tierney USA Estados Unidos                                            | 2:36.87 | Alicia Boscatto ARG Argentina                                            | 2:37.09 | Kathy Smith USA Estados Unidos                                              | 2:37.57 |
| 100 metros borboleta detalhes | Janel Jorgensen USA Estados Unidos                                           | 1:01.28 | Kristen Elias USA Estados Unidos                                         | 1:01.54 | Robin Ruggiero CAN Canadá                                                   | 1:03.67 |
| 200 metros borboleta detalhes | Kara McGrath USA Estados Unidos                                              | 2:12.54 | Michelle Griglione USA Estados Unidos                                    | 2:15.03 | Shay McNicol CAN Canadá                                                     | 2:17.78 |
| 200 metros medley detalhes    | Susan Habermas USA Estados Unidos                                            | 2:18.22 | Catherine Ritch USA Estados Unidos                                       | 2:20.06 | Karin Helmstaedt CAN Canadá                                                 | 2:21.59 |
| 400 metros medley detalhes    | Tami Bruce USA Estados Unidos                                                | 4:49.34 | Katie Welch USA Estados Unidos                                           | 4:51.32 | Karin Helmstaedt CAN Canadá                                                 | 4:57.04 |
| 4x100 metros detalhes         | Kathy Coffin Jenny Thompson Sara Linke Carrie Steinseifer USA Estados Unidos | 3:48.68 | Cheryl McArton Robin Ruggiero Manon Simard Denise Gereghty CAN Canadá    | 3:52.25 | Natasha Aguilar Marcela Cuesta Carolina Mauri Silvia Poll CRC Costa Rica    | 3:55.43 |
| 4x200 metros detalhes         | Susan Habermas Sara Linke Pam Hayden Whitney Hedgepeth USA Estados Unidos    | 8:13.34 | Natasha Aguilar Marcela Cuesta Carolina Mauri Silvia Poll CRC Costa Rica | 8:24.25 | Denise Gereghty Cheryl McArton Sally Gilbert Anne-Marie Anderson CAN Canadá | 8:25.69 |
| 4x100 metros medley detalhes  | Holly Green Lori Heisick Janel Jorgensen Sara Linke USA Estados Unidos       | 4:12.92 | Manon Simard Keltie Duggan Robin Ruggiero Cheryl McArton CAN Canadá      | 4:17.78 | Silvia Poll Montserrat Hidalgo Marcela Cuesta Carolina Mauri CRC Costa Rica | 4:23.11 |

## Quadro de medalhas
| Ordem | País                      | Medalha de ouro | Medalha de prata | Medalha de bronze |    |
| ----- | ------------------------- | --------------- | ---------------- | ----------------- | -- |
| 1     | USA Estados Unidos        | 27              | 20               | 10                | 57 |
| 2     | CRC Costa Rica            | 3               | 3                | 2                 | 8  |
| 3     | CAN Canadá                | 1               | 5                | 13                | 19 |
| 4     | SUR Suriname              | 1               |                  | 1                 | 2  |
| 5     | BRA Brasil                |                 | 2                | 4                 | 6  |
| 6     | ARG Argentina             |                 | 1                |                   | 1  |
| 6     | URU Uruguai               |                 | 1                |                   | 1  |
| 8     | AHO Antilhas Neerlandesas |                 |                  | 1                 | 1  |
| 8     | PER Peru                  |                 |                  | 1                 | 1  |
| 8     | TRI Trinidad e Tobago     |                 |                  | 1                 | 1  |
| TOTAL | TOTAL                     | 32              | 32               | 33                | 97 |